# Domingo Cols Puig
Domingo Cols Puig (San Pablo de Ordal, 11 de noviembre de 1928 - Barcelona, 5 de enero de 2011) fue un organista, compositor y maestro de capilla español.

## Vida
Nació en San Pablo de Ordal, en la provincia de Barcelona, el 11 de noviembre de 1928. Realizó sus estudios musicales en el Conservatorio Superior del Liceo y en el Municipal de Barcelona. Posteriormente amplió sus estudios en Francia, París y Le Mans, Holanda y Alemania, especializándose en órgano con Montserrat Torrent, Luigi Ferdinando Tagliavini y Cor Kee.
Estudió en el Seminario de Barcelona y se ordenó sacerdote el 31 de mayo de 1952, durante la multitudinaria ordenación que se realizó en el Estadio Olímpico durante el Congreso Eucarístico Internacional de Barcelona. Ese mismo año fue enviado como coadjutor a la parroquia del Santísimo Salvador de Vendrell, para pasar en 1954 a la parroquia de la Virgen de la Paz en Barcelona y en 1955 coadjutor de la parroquia de los Santos Justo y Pastor. En todas estas estaciones se encargaría del órgano.
En 1956 fue nombrado beneficiado maestro de capilla y organista segundo de la Catedral de Barcelona, donde permaneció en el cargo hasta 1963. Durante su magisterio en Barcelona también trabajó como capellán de la Residencia y Colegio «Lestonac» (1957) y profesor de religión del colegio de las Dominicas de la Presentación (1962).
Tras su magisterio en la Catedral de Barcelona pasó en 1963 al cargo de organista y maestro de capilla de la parroquia de Nuestra Señora de Gracia y San José de Barcelona, trabajando posteriormente como director espiritual del colegio de las Dominicas de la Presentación (1965), capellán del Real Monasterio de Santa María de Valloncella (1971), adjunto de la parroquia de San Esteban de Castellar del Vallés (1983) y organista y adjunto con facultad de vicario de la parroquia de Iglesia de San Félix de Sabadell (1987). En 1975 fundó el Centro de Animadores del Canto Litúrgico. El Centro de Animadores realizaba cursillos de formación litúrgica y musical, dando servicio en el campo del canto pastoral. En 1984 fundó y dirigió la Coral de San Esteban de Castellar de Vallés.
A partir de 1989 fue nombrado canónigo y segundo organista de la Catedral de Barcelona, responsable del repertorio, además de director de la Escolanía de la Santa Cruz.
Falleció en Barcelona el 5 de enero de 2011.

## Obra
Cols comenzó su etapa más fructuosa de composición en 1963, fuertemente influido por el profesor Bernard Rövenstruck. La parte principal de sus composiciones consiste en música litúrgica en catalán y castellano, de técnica de composición original.
Entre sus obras destacan:
- Missa Brevis (1959)
- Virgo Dei Genitrix (1965)
- La celebración cantada de la liturgia de las horas (1973 y 1988)
- Cantos interleccionales (1974)
- Cántico de las criaturas de San Francisco de Asís (1980)
- Libro de acompañamiento de los himnos (1980)
- Libro del salmista (1983)